# Geotecnología
Se entiende por Geotecnología el conjunto de herramientas, métodos, técnicas y procedimientos orientados a la gestión de la Información Geográfica Digital - IGD, métodos y procedimientos que conforman un conjunto de tecnologías destinadas a la obtención, análisis y disponibilidad de información con referencia geográfica.
Estos métodos y procedimientos, como Georreferenciación, Geoprocesamiento y otros, se agrupan en las denominadas Tecnologías de la Información Geográfica - TIG.
Existe en ámbitos académicos un debate, un campo de reflexión espistemológica y conceptual, sobre su importancia, afección y relación con la Geografía con una tendencia a una visión general de Ciencias de la Tierra, deviniendo Geotecnología en un término genérico, a nivel global, para designar todas las etapas que envuelven la obtención, uso, análisis espacial e interoparatividad de los datos geográficos.
Entre las geotecnologías, se encuentran la teledetección, SIG, GNSS, cartografía y UAV.